# Dysdera snassenica
Dysdera snassenica este o specie de păianjeni din genul Dysdera, familia Dysderidae, descrisă de Simon, 1910. Conține o singură subspecie: D. s. collina.